# Baraqueville
Baraqueville – miejscowość i gmina we Francji, w regionie Oksytania, w departamencie Aveyron. W 2013 roku jej populacja wynosiła 3242 mieszkańców. Przez gminę przepływa Aveyron, natomiast na jej terenie swoje źródła ma rzeka Lenne. 